# Юровка (Курганская область)
Юровка — село в Далматовском районе Курганской области. Входит в состав  Уксянского сельсовета.

## География

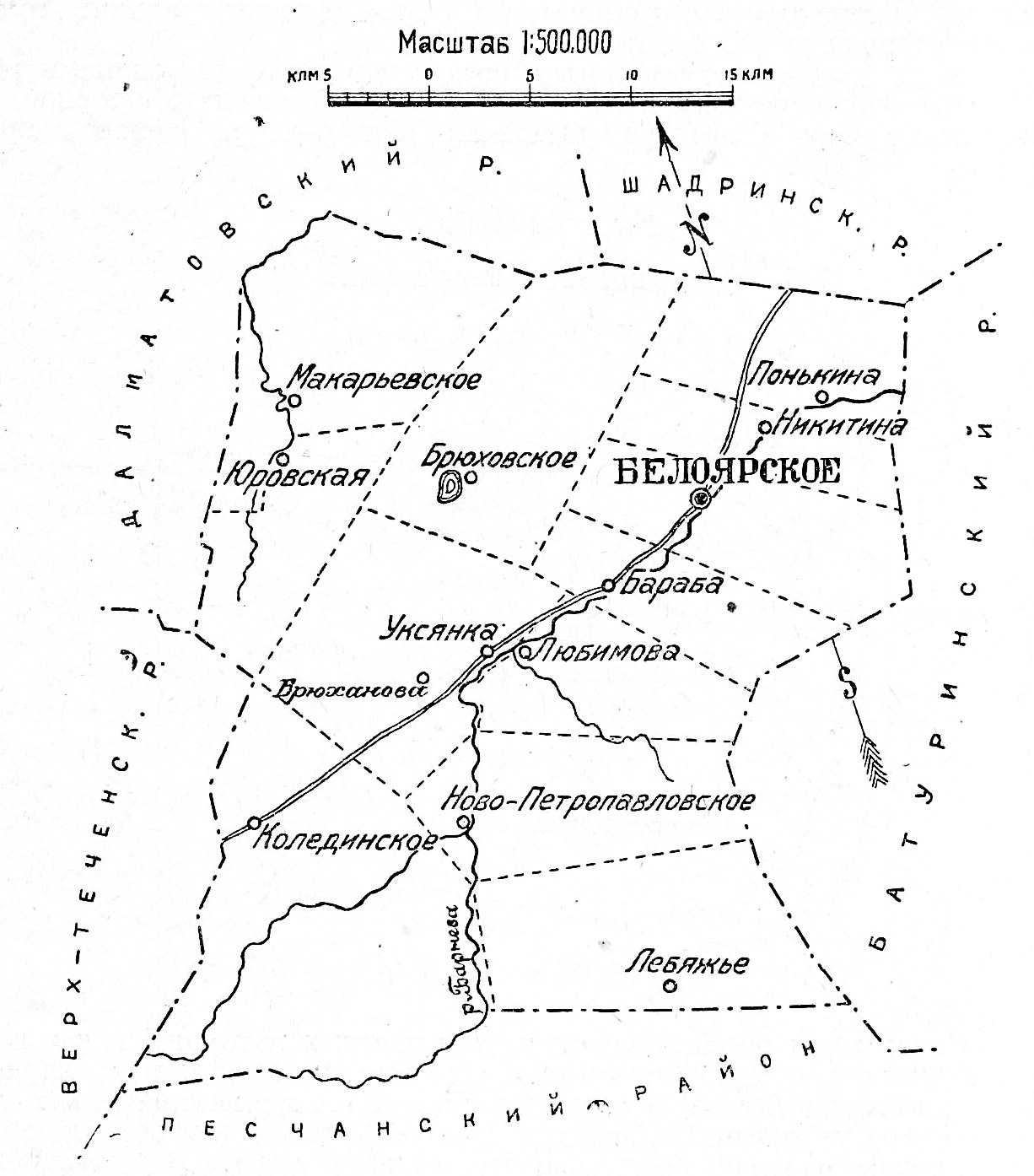
Юровская на схеме Белоярского района; 1928 год

Село расположено на правом берегу реки Крутишки, правом притоке Исети, в 26 километрах южнее от районного центра города Далматово (22 км по прямой), в 210 километрах к северо-западу от областного центра города Кургана (164 км по прямой).
Часовой пояс
Юровка, как и вся Курганская область, находится в часовой зоне МСК+2. Смещение применяемого времени относительно UTC составляет +5:00.

## История
Село Юровка, ранее деревня Юровская, также имела название Дыганова, Дрыгаловка. Деревня Юровская вначале входила в Крутихинский приход, а с 1770 года в Новоторжский приход. 
По данным на 1902 год, население в деревне православное, жители занимались земледелием, а некоторые в зимнее время извозным промыслом.
В 1916 году поселение относилось к Макарьевской волости Шадринского уезда. 
В начале 1918 года установлена Советская власть (25 января 1918 установлена в г. Далматов). В июле 1918 года — белогвардейская власть (11 июля 1918 установлена в г. Далматов). В 1919 года вновь установлена Советская власть (1 августа в г. Далматов, 4 августа — в г. Шадринск).
В 1919 году образован Юровский сельсовет.
В годы Советской власти жители села работали в колхозе им. Сталина, затем в молочно-мясном совхозе «Ясная Поляна».
Законом Курганской области от 31 октября 2018 года N 134, Любимовский и Юровский сельсоветы были упразднены, а их территории с 17 ноября 2018 года включены в состав Уксянского сельсовета.

## Часовня Прокопия Устюжского

Часовня Прокопия Устюжского, 1924 год.

В селе существует здание каменной часовни во имя святого Прокопия Устюжского Чудотворца. Часовня входила в приход Новоторжского села. Построена не позднее 1850 года. В 1930-е годы закрыта. В Советское время в здании находился склад.
Здание возведено из кирпича, квадратное по форме, с небольшим кирпичным декором, который слабо проглядывает с фасадов. Арочные большие окна в обрамлении кирпичных наличников и металлических решеток кое-где разрушены. Сейчас здание полностью лишенное верха, купола, крестов, внутренних церковных интерьеров и утвари пустует.  Фрески не сохранились. Решетки на окнах сохранились с XIX века.

## Образование
В 1928 году в селе работала школа, ныне  МОУ «Юровская начальная общеобразовательная школа».

## Достопримечательности
В 1978 году установлен памятник. На бетонном постаменте статуя солдата в плащ-палатке с винтовкой через плечо. На постаменте мемориальная доска с фамилиями земляков, погибших в Великой Отечественной войне.

## Население
| 1869 | 1904  | 1920  | 1926  | 1989 | 2002 | 2010 |
| ---- | ----- | ----- | ----- | ---- | ---- | ---- |
| 970  | ↗1416 | ↗1573 | ↗1750 | ↘313 | ↘271 | ↘190 |
| 2012 | 2013  | 2014  | 2015  | 2016 | 2017 | 2018 |
| ↘177 | ↗179  | ↘166  | ↘158  | ↗162 | ↘157 | ↘149 |
| 2019 |       |       |       |      |      |      |
| ↘145 |       |       |       |      |      |      |

Национальный состав
- По переписи населения 2002 года проживало 271 человек, из них русские — 93 %.
- По данным переписи 1926 года в деревне Юровская (Дыганова, Дрыгаловка) было 363 двора с населением 1750 человек (мужчин — 835, женщин — 915), все русские.[3]

## Инфраструктура
| Список улиц | Список улиц | Список улиц    |
| #           | Тип         | Название       |
| ----------- | ----------- | -------------- |
| 1           | улица       | 8 Марта        |
| 2           | улица       | Центральная    |
| 3           | переулок    | Совхозный      |
| 4           | улица       | Молодёжная     |
| 5           | улица       | Первомайская   |
| 6           | улица       | В. И. Юровских |
| 7           | переулок    | Дачный         |
| 8           | переулок    | Заозёрный      |

## Известные люди
- Юровских, Василий Иванович (25 декабря 1932 года — 26 июля 2007 года) — русский советский писатель-натуралист, уроженец села.